# Vladimir, Gorj
Vladimir este un sat în comuna cu același nume din județul Gorj, Oltenia, România.

## Așezarea geografică
Satul este situat în partea de sud-est a județului Gorj, în zona subcarpatică olteană, pe malul stâng al văii Gilortului. Se învecinează la nord cu comuna Jupânești, la sud cu comuna Aninoasa, la est cu comunele Licurici și Hurezani, iar la vest cu comunele Săulești și Bărbătești.
Comuna este situată la 50 de km de municipiul Târgu Jiu și la 25 de km față de Târgu Cărbunești.

## Activități specifice zonei
Activități specifice zonei sunt agricultura și, mai exact, creșterea animalelor.

### Activități economice principale
Așezarea comunei în partea de sud-est a județului, pe drumul ce face legătura între municipiul Târgu-Jiu și orașul Filiași, o situează în sfera de influență a acestora, ca de altfel și a unităților economice din zonă, cu exploatări petroliere.
Pentru o analiză corectă a locului pe care îl ocupă economic comuna Vladimir în ansamblul județului Gorj, trebuie amintit faptul că, pe ansamblu, județul beneficiează de un potențial natural, care a determinat dezvoltarea unor activități economice de bază ale agriculturii și pomiculturii.

## Scurtă istorie a lui Tudor Vladimirescu
În aceste locuri se naște în 1780, într-o casă din lemn de pe culmea unui deal, cel care avea să scrie istorie: Tudor din Vladimir sau „Vladimirescu”. Etimologic, se spune că „Tudor” are rădăcini în celticul „Teutorigos”, ce s-ar traduce prin „conducătorul poporului”. „Vladimirescu” este și el un nume compus: Volod (slavonă) - a conduce, putere; sufixul „mir” - lume, pace.
Tudor Vladimirescu se naște la Vladimir, Gorj, în 1780, din părinți moșneni (Constantin și Ioana). Mai are un frate (Papa) și o soră (Constandina). Primele noțiuni de citire și scriere le primește în sat, de la preotul Pârvu Ciuhoi. Ulterior, Tudor își continuă studiile la Craiova, cu sprijinul boierului Ioan Glogoveanu. Devine un renumit negustor de vite. Primește de la domnitorul Țării Românești, Constantin Ipsilanti, însărcinarea formării unui corp de voluntari, pentru apărarea Olteniei de năvălirile trupelor neregulate otomane. Este numit mare comis, vătaf de plai la Cloșani, Mehedinți, apoi mare sluger. Participă la războiul ruso-turc din anii 1806 - 1812 ca ofițer rus, cu gradul de porucic (locotenent) și este decorat de țarul Rusiei, Alexandru, cu ordinul Sfântul Vladimir cu spadă. Se refugiază la Viena, unde îl cunoaște pe contele Capodistria, ministrul de externe al Rusiei și fruntaș al Eteriei. Organizează și conduce Revoluția de la 1821, devenind pentru scurt timp scurt timp domn al Țării Românești. Este asasinat de eteriști, pe 27 mai 1821.

### Obiective turistice
- Casa Memorială „Tudor Vladimirescu”
- Biserica de zid cu hramul Cuvioasei Paraschiva din Vladimir
- Casa Gârbea din Vladimir
- Biserica de lemn cu hramul „Sfântul Nicolae", din Lunca
- Biserica de zid „Sfântul Nicolae" din Frasin
- Biserica de zid „Sfinții Împărați" din Frasin

În centrul satului Vladimir, se găsește bustul din bronz al lui Tudor Vladimirescu.

### Evenimente locale
- Expoziții de carte cu ocazia diferitelor evenimente din viața culturală a localității, cât și din țară
- Fiii satului
- Aniversări "Tudor Vladimirescu

## Imagini

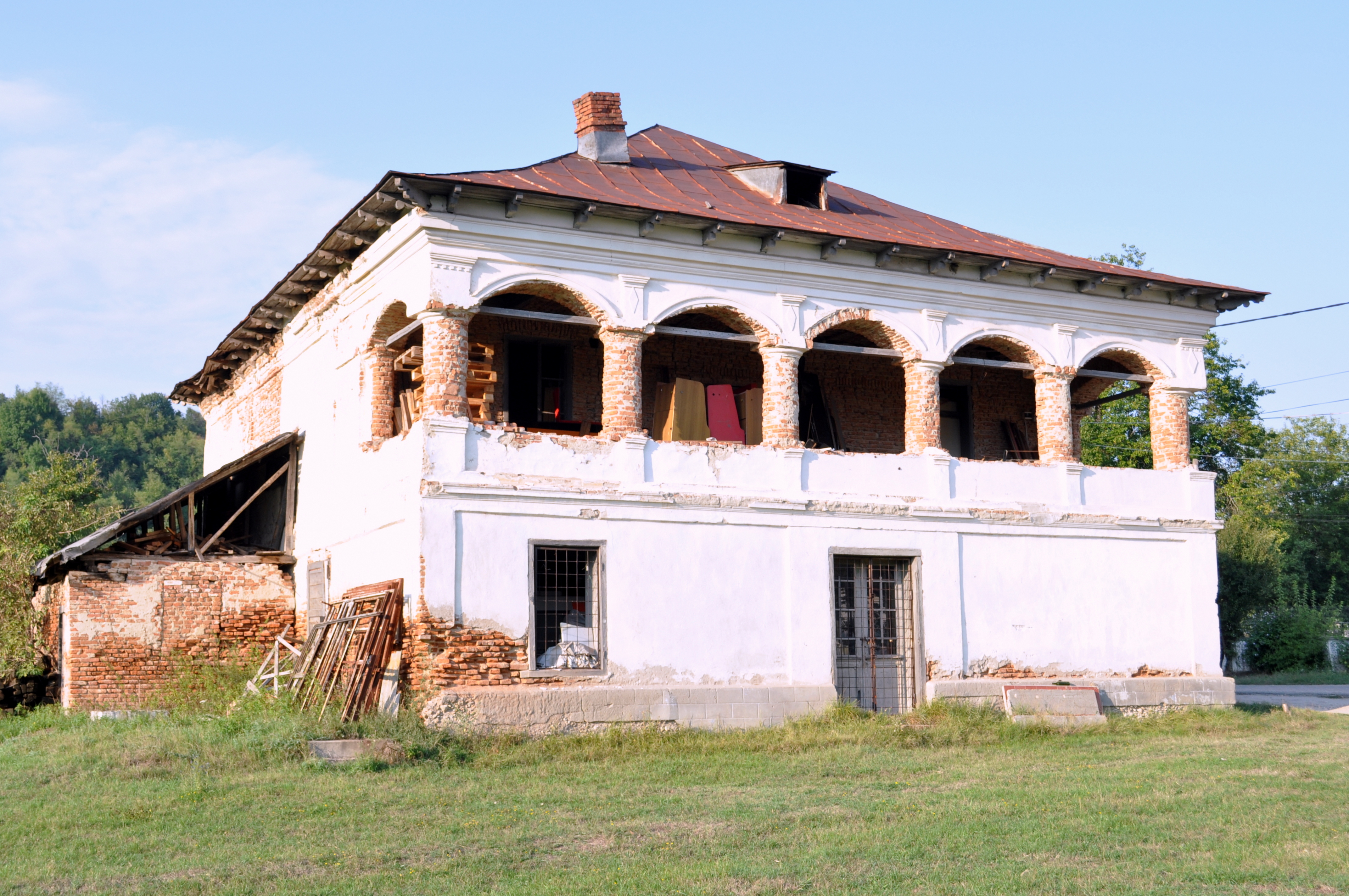
Casa Gârbea (monument istoric)
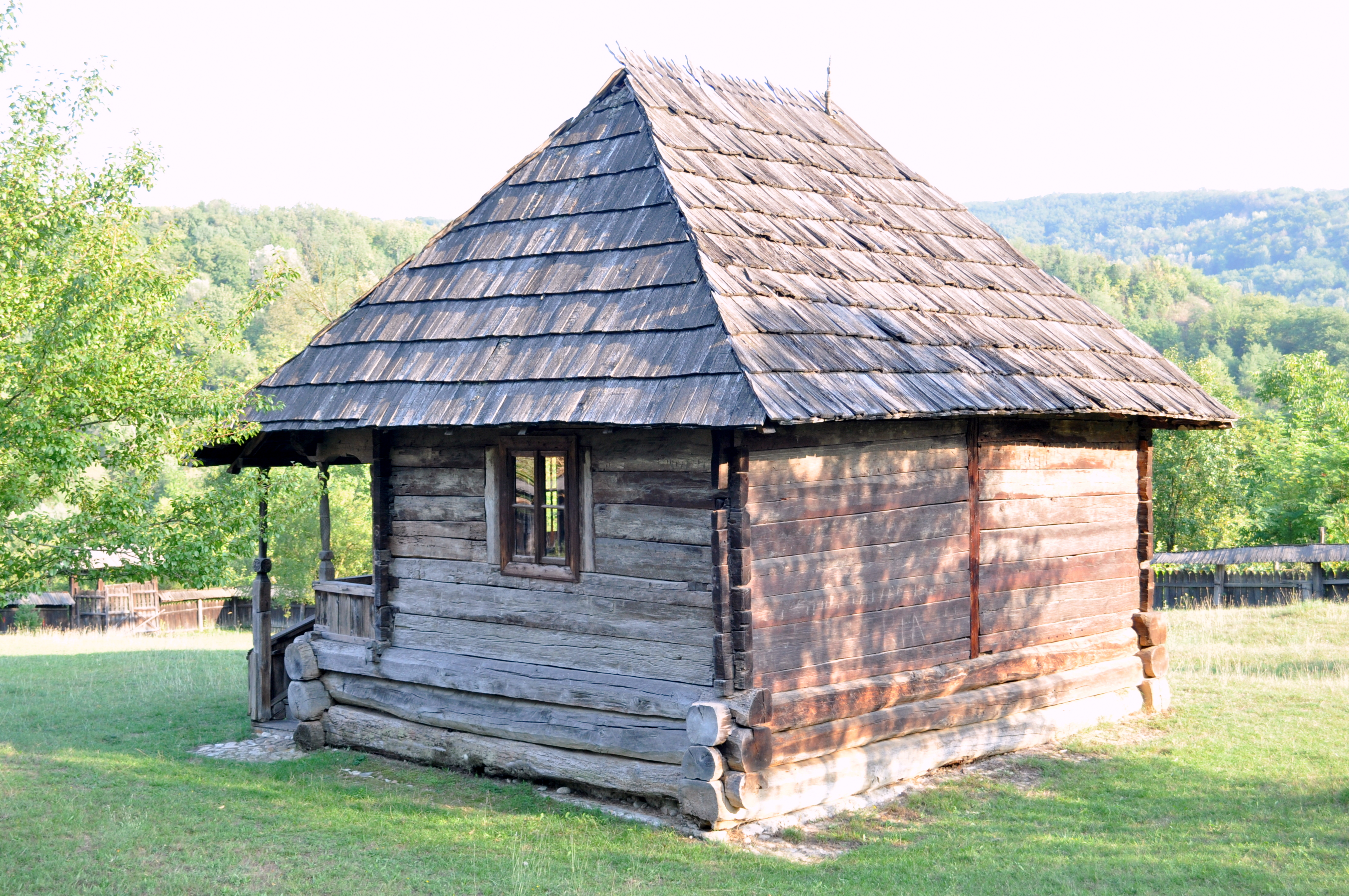
Casa Memorială „Tudor Vladimirescu” (monument istoric)
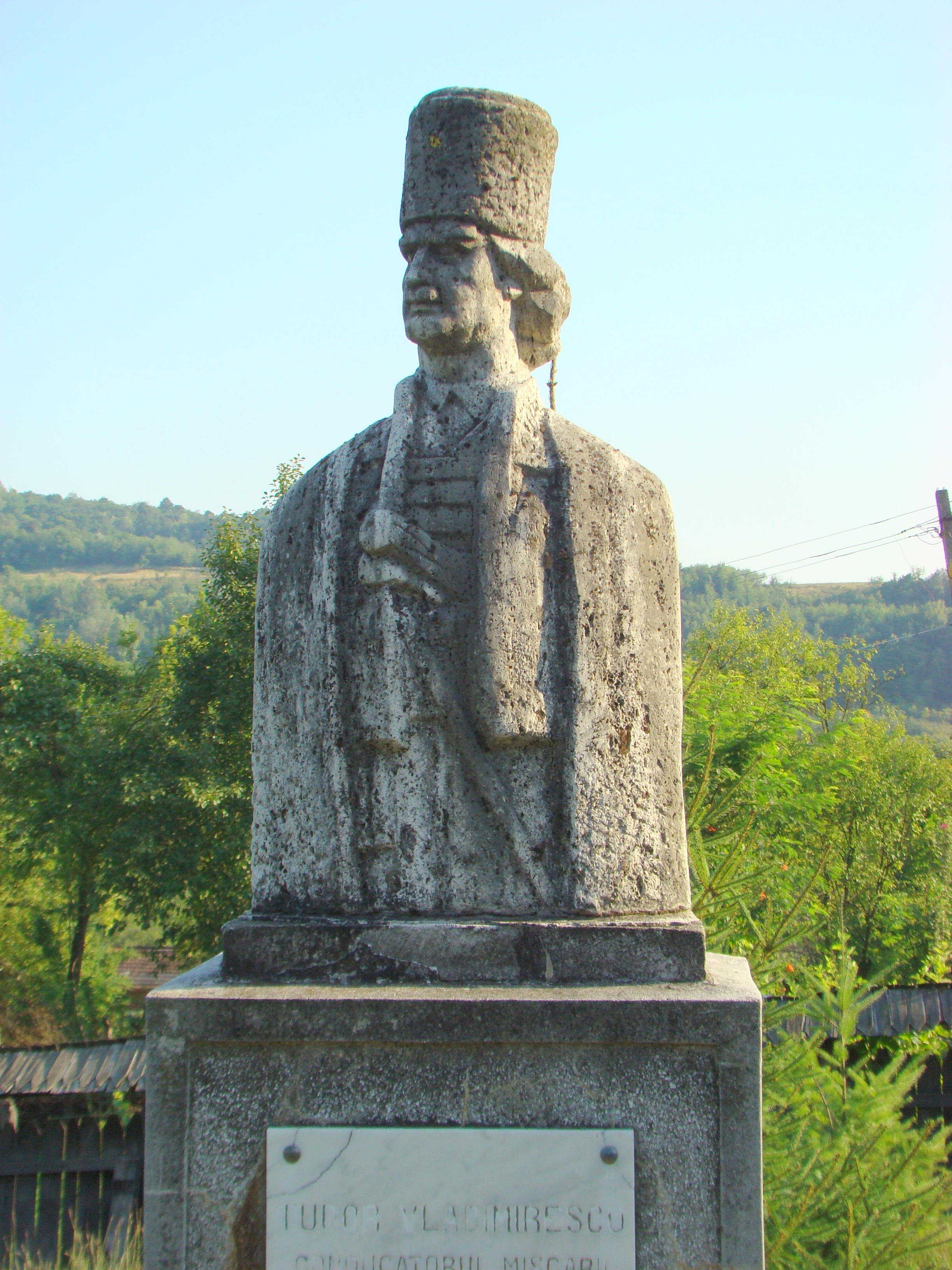
Bustul lui Tudor Vladimirescu (monument istoric)
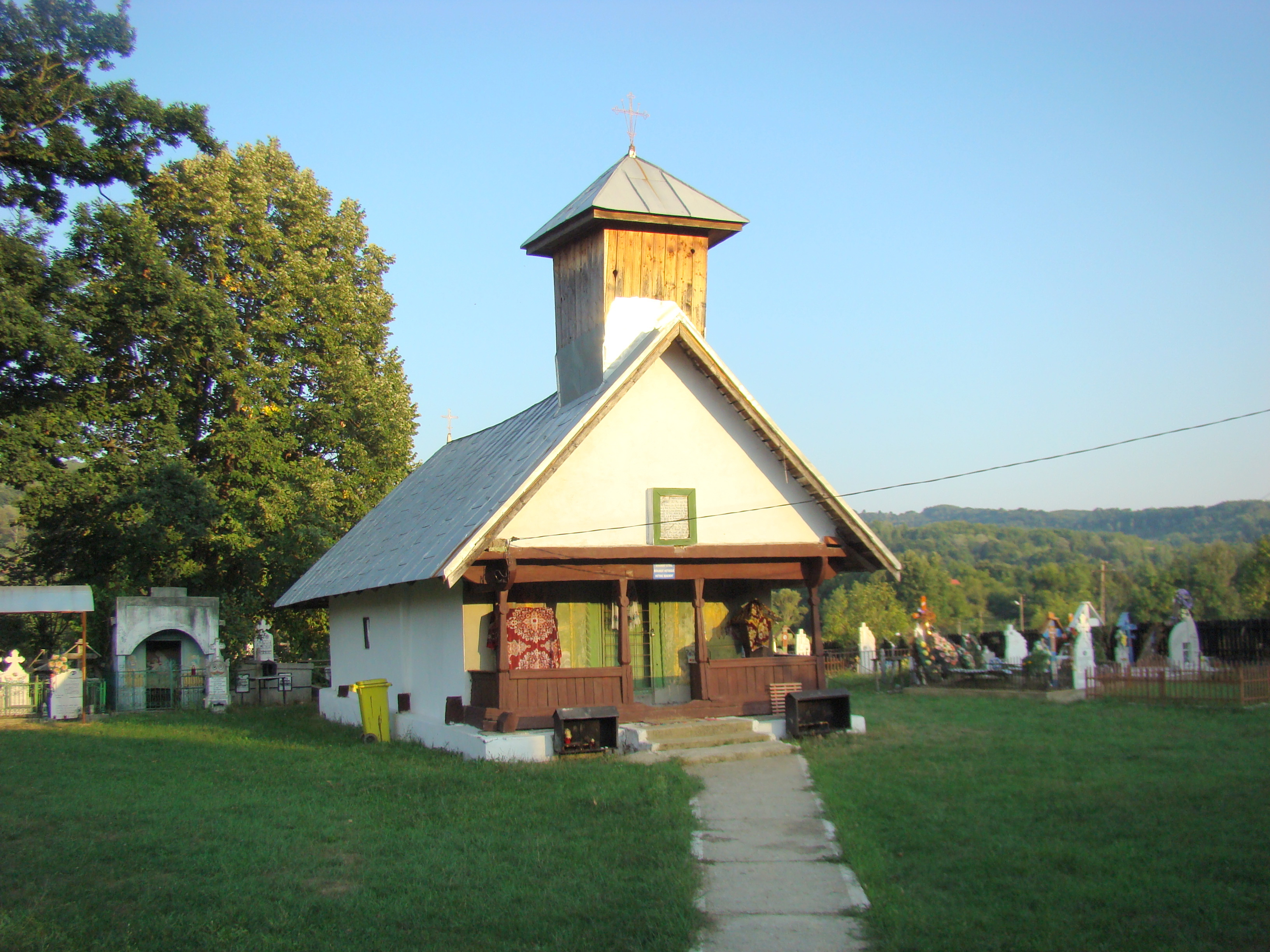
Biserica de lemn „Sfântul Nicolae” din fostul sat încorporat Lunca (monument istoric)